# HD 97855
HD 97855，又名BD+53 1480，SAO 27970、HR 4363，是一颗恒星，视星等为6.5，位于銀經151.12，銀緯58.82，其B1900.0坐标为赤經11h 10m 18.8s，赤緯+53° 58.82′ 0″。